# تور دوچرخه‌سواری خنت–ویووخم ۲۰۱۷
خنت–ویووخم ۲۰۱۷ یک مسابقه دوچرخه‌سواری جاده بود که در ۲۶ مارچ به صورت یک روزه برگزار شد. این مسابقات هفتاد و دومین دوره خنت–ویووخم بود.
گرگ فن آورمیت از تیم BMC Racing که دو روز پیش از این مسابقه در مسابقات E3 Harelbeke نیز پیروز شده بود توانست در این مسابقات برنده شود.